# Curcuma ornata
Curcuma ornata är en enhjärtbladig växtart som beskrevs av Nathaniel Wallich och John Gilbert Baker. Curcuma ornata ingår i släktet Curcuma och familjen Zingiberaceae. Inga underarter finns listade i Catalogue of Life.